# 麻江県
麻江県（まこう-けん）は中華人民共和国貴州省黔東南ミャオ族トン族自治州に位置する県。県人民政府は杏山鎮。

## 歴史
明代に麻哈冊が設置される。中華民国成立後の1913年（民国2年）、麻哈県が設置される。1930年に麻江県と改称される。

## 行政区画
- 街道：杏山街道、金竹街道
- 鎮：谷硐鎮、賢昌鎮、竜山鎮、宣威鎮

- 民族郷：壩芒プイ族郷

## 交通

### 道路
- 高速道路
  - 滬昆高速道路
  - 蘭海高速道路
- 国道
  - G320国道
  - G321国道